# Grégory Allione

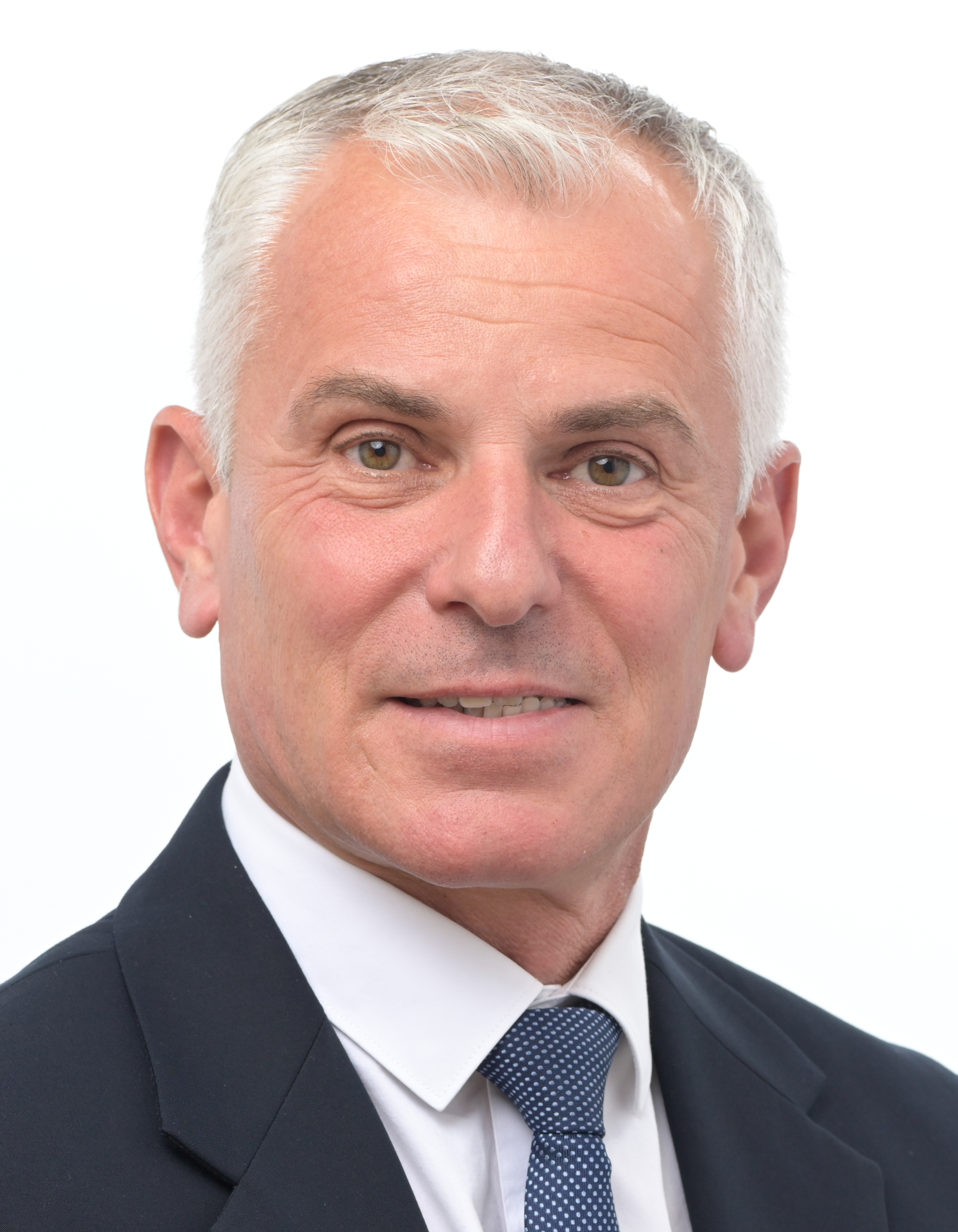
Grégory Allione (2024)

Grégory Allione (* 25. Juli 1971 in Toulon, Département Var) ist ein französischer Berufsfeuerwehrmann und Politiker.

## Leben
Auf Platz acht der von Valérie Hayer angeführten Liste „Besoin d'Europe“ wurde er nach der Europawahl 2024 zum Abgeordneten des Europäischen Parlaments gewählt. Er sitzt in der Fraktion Renew Europe.
Er ist Mitglied im Ausschuss für Beschäftigung und soziale Angelegenheiten und im Ausschuss für Umweltfragen, öffentliche Gesundheit und Lebensmittelsicherheit. Zudem ist er Mitglied der Delegation für die Beziehungen zu den Maghreb-Ländern und der Union des Arabischen Maghreb, unter anderem in den Gemischten Parlamentarischen Ausschüssen EU-Marokko, EU-Tunesien und EU-Algerien und in den Delegationen in den Parlamentarischen Versammlungen Europa-Lateinamerika und der Union für den Mittelmeerraum sowie stellvertretendes Mitglied der Delegation für die Beziehungen zu den Ländern Mittelamerikas, einschließlich des Parlamentarischen Assoziationsausschusses EU-Mittelamerika.